# 鹽倉集團
Gudang Garam (印尼語，英語是"salt warehouse"，全名為鹽倉集團股份有限公司)創立於1958年6月26日。由蔡雲輝創立，屬於印尼最大煙草集團。至1958年年底, 鹽倉集團已僱用500名員工，生產了5000萬支丁香煙(Kretek / clove cigarette)。1966年, 丁香煙年產量已達4.72億支。
到了1969年, 集團年產8.64億支丁香煙，為當時全印尼最大丁香煙生產商。
直至1979年，完成更新生產線，擁有30台捲製機器, 並及為機捲丁香煙研發新配方。 
在1998年，受到亞太金融風暴影響，集團市場總值大幅蒸發約50%，到今年(?年)只有少於25%。
到2020年為止，本集團已成為全球第10大煙草集團，以及全印尼第三大生產丁香煙製造商之一。

## 羽球會
該公司擁有位於東爪哇地區的羽球會，屬於第五大羽球會。

## 外部連結
- Article in Asiaweek （页面存档备份，存于）
- GudangGarmaTBK.com （页面存档备份，存于）